# Herbert Schimkat
Herbert Otto Oskar Schimkat (* 3. März 1900 in Schöneberg; † 4. Juni 1969 in Baden-Baden) war ein deutscher Schauspieler und Hörspielsprecher.

## Leben und Wirken
Herbert Schimkats Eltern waren der Bautechniker Otto Schimkat und seine Frau Ottilie, geb. Stöthke. Er spielte seit den 1920er Jahren Theater, überwiegend in der Provinz. Oftmals war Schimkat nur eine Spielzeit an ein und demselben Haus verpflichtet. Zu seinen Bühnenstationen zählen das Würzburger Stadttheater, das Göttinger Stadttheater, das Landestheater im oberschlesischen Beuthen und das Potsdamer Schauspielhaus, seine letzte Bühnenstation in der Weimarer Republik. Zur Spielzeit 1933/34 ging Herbert Schimkat ins schweizerische Luzern, wo er am Stadttheater nunmehr auch Stücke inszenieren durfte. Wieder daheim in Deutschland, ging er zeitweise auf Gastspielreise und trat in der letzten Friedensspielzeit 1938/39 auch in Berlin, am Theater der Jugend, auf.
Zu dieser Zeit, Ende der 1930er Jahre, wurde Schimkat für kleine Rollen erstmals auch vor die Filmkamera geholt. Er spielte beispielsweise einen Matrosen in Das Geheimnis um Betty Bonn, einen Polizisten in Steputat & Co. und einen Farmer in dem Abenteuerstoff Kongo-Express. Während des Zweiten Weltkriegs trat Herbert Schimkat wieder ausschließlich auf der Bühne auf, überwiegend am Hamburger Thalia-Theater. 1943/44 war er auch kurzzeitig am deutschsprachigen Theater des Generalgouvernements in Krakau tätig.
Seine Nachkriegslaufbahn startete Herbert Schimkat an den Städtischen Bühnen von Frankfurt am Main unter der Intendanz von Toni Impekoven. In der ersten Hälfte der 1950er Jahre gehörte Schimkat mehrere Spielzeiten Frankfurts Theater am Roßmarkt an. Zu dieser Zeit fand er mit winzigen Rollen im bundesdeutschen Film eine weitere Beschäftigung. Seinen Lebensabend verbrachte Herbert Schimkat in Baden-Baden, wo er von 1956 bis zu seinem Tod Ensemblemitglied des dortigen Stadttheaters war. Nebenbei wirkte er auch in zum Teil tragenden Rollen in diversen Fernsehproduktionen des dort beheimateten Südwestfunks mit.
Die ARD-Hörspieldatenbank verzeichnet zwischen 1952 und 1970 knapp siebzig Hörspiele, bei denen er zumeist in Nebenrollen, vorwiegend für den HR und den SWF, im Einsatz war.

## Filmografie (Auswahl)
- 1937: Das Geheimnis um Betty Bonn
- 1938: Steputat & Co.
- 1938: Pour le Mérite
- 1939: Kongo-Express
- 1939: Zwielicht
- 1953: Staatsanwältin Corda
- 1954: Ball der Nationen
- 1957: Zwischen zwölf und eins (Fernsehkurzfilm)
- 1958: Der Muck (Fernsehfilm)
- 1959: Alt-Heidelberg
- 1961: Der Teufel ist los (Fernsehfilm)
- 1962: Affäre Blum (Fernsehfilm)
- 1963: Beatrice und Juana (Fernsehfilm)
- 1964: Ein Sommer – ein Herbst (Fernsehfilm)
- 1966: Der Forellenhof (Fernsehserie, eine Folge)
- 1969: Saids Schicksale (Fernsehfilme)

## Hörspiele (Auswahl)
- 1952: Oda Schaefer: In die Nacht hinein – Regie: Fränze Roloff (Original-Hörspiel – HR)
- 1952: Georg Kaiser: Die Bürger von Calais – Regie: Wilm ten Haaf (Hörspielbearbeitung – HR)
- 1953: Mark Twain: Alte Geschichten – neu berichtet. Eine Hörspielfolge nach Meistererzählungen der Weltliteratur: Der große Rindfleischvertrag – Bearbeitung und Regie: Wolf Schmidt (Hörspielbearbeitung – HR)
- 1954: Heinz Oskar Wuttig: Großer Ring mit Außenschleife (2. Polizist) – Regie: Hanns-Ludwig Wiechmann (Originalhörspiel – HR/SDR)
- 1955: William Shakespeare: Hamlet (Osrick) – Regie: Ulrich Lauterbach (Hörspielbearbeitung – HR)
- 1957: Hans Scholz: Am grünen Strand der Spree; 1. Teil: Der Bericht des Jürgen Wilms (Einer fehlt in der Runde) (Ostpreuße) – Regie: Gert Westphal (Hörspielbearbeitung – SWF)
- 1957: Günter Eich: Allah hat hundert Namen (Botschafter) – Regie: Ludwig Cremer (Originalhörspiel – SWF/RB/BR)
- 1958: Hermann Gressieker: Gullivers neueste Reise (Ein Literat) – Regie: Otto Kurth (Originalhörspiel – SWF)
- 1959: Kurt Kusenberg: Er kommt weit her – Regie: Hans Bernd Müller (Originalhörspiel – SWF)
- 1960: Hans Rothe: Der Reigenprozeß – oder: Die Kunst, Anstoß zu nehmen. Den Akten entnommene Hörfolge (Heinrich Flohr) – Regie: Fritz Schröder-Jahn (Originalhörspiel, Mundarthörspiel (niederdeutsch) – SWF/RB)
- 1961: Daniel Defoe: Die Abenteuer des Robinson Crusoe (1. Teil) – Regie: Peterpaul Schulz (Hörspielbearbeitung, Kinderhörspiel – SWF)
- 1962: Kurt Wilhelm Blohm: Mustafa und die blauen Kacheln – Regie: Lothar Schluck (Originalhörspiel, Kinderhörspiel – SWF)
- 1963: Herman Melville: Bartleby (Bloom) – Regie: Peter Schulze-Rohr (Hörspielbearbeitung – SWF/BR)
- 1964: Georges Simenon: Georges Simenon-Reihe (4. Folge: Der Neger) (Ricou, Wirt) – Regie: Gert Westphal (Hörspielbearbeitung, Kriminalhörspiel – SWF/WDR)
- 1965: Karl May: Der blaurote Methusalem (2. und 4. Teil) – Regie: Lothar Schluck (Hörspielbearbeitung, Kinderhörspiel – SWF)
- 1966: Henryk Bardijewski: Polnische Woche im SWF 1966: Märchen 62 (Richter I) – Regie: Hans Gerd Krogmann (Hörspielbearbeitung – SWF)
- 1967: Hans Häußler: Samuel und Samuel (Makalle) – Regie: Raoul Wolfgang Schnell (Hörspiel – WDR/SWF)
- 1968: Charles Dickens: Der Weihnachtsabend. Hörspiel nach Charles Dickens – Die Geschichte von Ebenezer Scrooge – Bearbeitung und Regie: Lothar Schluck (Hörspielbearbeitung, Kinderhörspiel – SWF/SDR/HR/SR)
- 1969: Victor Rozov. Unterwegs – Bearbeitung und Regie: Gert Westphal (Hörspielbearbeitung – SWF)
- 1970: Gisela Prugel: Hier Familie Hansen (44. Folge: Die Fahndungssendung) – Regie: Lothar Schluck (Originalhörspiel, Kinderhörspiel – SWF)